# Stanisław Wojciechowski
Stanisław Wojciechowski (tiếng Ba Lan: [staˈɲiswaf vɔjt͡ɕɛˈxɔfskʲi]; 15 tháng 3 năm 1869 – 9 tháng 4 năm 1953) là chính trị gia, học giả và nhà hoạt động phong trào hợp tác. Năm 1922 ông được bầu làm Tổng thống Đệ nhị Cộng hòa Ba Lan sau vụ ám sát Gabriel Narutowicz. Ông bị lật đổ bởi cuộc đảo chính tháng 5 năm 1926.